# Сент-Клэр, Джули
Джу́ли Сент-Клэр (англ. Julie St. Claire), настоящее имя — Джулье́тт Мари́ Капо́не (англ. Juliette Marie Capone; род. 10 июня 1970, Дженива) — американская актриса и кинорежиссёр.

## Биография
Джульетт Мари Капоне (настоящее имя Сент-Клэр) родилась 10 июня 1970 года в Джениве (штат Нью-Йорк). В 1982 году она вместе с семьёй переехала в штат Калифорния.
Снималась с детства. В 1982—2009 годах Джули Сент-Клэр снялась в 41 фильме и телесериале. В 1998 году выступила в качестве режиссёра фильма «Легенда плачущего Райана», за эту работу получила приз жюри как лучший режиссёр на фестивале «RiverRun International Film Festival».
С 1995 года замужем за актёром Патриком Робертом Смитом (род. 1964). У супругов есть сын.